# Mentha villosa-nervata
Mentha villosa-nervata là một loài thực vật có hoa trong họ Hoa môi. Loài này được Opiz mô tả khoa học đầu tiên năm 1831.